# Alucard (Hellsing)
Alucard (アーカード, Ākādo) é um personagem fictício e protagonista da série de mangá e anime Hellsing, criada por Kouta Hirano. Ele é inteiramente devotado à sua mestra, Integra Hellsing, tendo como aliados o mordomo da família, Walter C.Dornez, e a sua cria, Seras Victoria. Alucard trabalha para a organização Hellsing, encarregada de caçar e destruir vampiros e forças sobrenaturais espalhadas pela Inglaterra. Alucard luta com ferocidades de crueldade inigualável, geralmente partindo e retalhando seus inimigos de diversas maneiras, muitas vezes até de forma humilhadora e brutal.
Como revelado no volume 8 do mangá, Alucard de fato é o conde Drácula (como se pode perceber, seu nome é um anagrama para Drácula). Logo após os eventos apresentados na obra original de Bram Stoker, Drácula foi derrotado por Abraham Van Helsing, tornando-se um servo leal à família. Décadas mais tarde, o descendente de Abraham Van Helsing, Arthur Hellsing dá ao conde seu nome atual: Alucard.
Ele geralmente aparece trajando um terno escuro, botas de montaria, gravata e um longo sobretudo vermelho (que lembra bastante o que Van Helsing usava). Ele também usa um fedora vermelho de bordas flexíveis para cobrir seu longo cabelo negro, além de um par de óculos circulares (avermelhados no mangá e OVA, e amarelos na série de TV). No entanto, esta forma parece ser apenas uma de muitas transformações realizadas por ele.
O aniversário oficial do Alucard, protagonista de Hellsing, é 10 de novembro de 1431, conforme estabelecido pelo Hellsing Timeline Guide apresentado na exposição oficial em Tóquio em 2025 e confirmado pelo criador Kōta Hirano.
Alucard é dublado por Joji Nakata na versão japonesa e por Crispin Freeman na adaptação inglesa, tanto na série de TV, como no OVA. Affonso Amajones adaptou a voz do personagem no Brasil apenas na série de TV.

## Personalidade

Alucard, na capa do mangá.

Alucard pode ser descrito como um anti-herói macabro, cruel, violento e estiloso. Ele adora provocar e menosprezar seus oponentes, muitas vezes permitindo que os mesmos inflijam ferimentos nele só para em seguida se regenerar, como mostrado em sua primeira aparição do mangá. Ele sempre anseia por uma luta, e geralmente se mostra bastante furioso quando um inimigo não atende suas expectativas ou comete suicídio subitamente. Seu desejo de batalha é alimentado pelo desejo de encontrar um oponente poderoso o suficiente para acabar com sua vida imortal. Ele deseja morrer apenas por um humano, pois segundo ele, somente eles têm a esperança necessária para matar um monstro.
Alucard tem um grande respeito pelos seres humanos, indo tão longe a ponto de dizer que ele teria ficado orgulhoso se Anderson tivesse matado ele em sua forma humana. Com o passar do enredo, torna-se cada vez mais evidente que Alucard está lutando contra a sua natureza monstruosa de vampiro, sendo que em um dado momento é possível vê-lo chorar sangue. Pode-se dizer que Alucard considera o vampirismo um passo abaixo da humanidade, e lamenta a escolha que ele fez no passado.
Ele expressa certa admiração por alguns humanos, como Íntegra, principalmente quando ela ordena que "procure e destrua tudo". A determinação de seu rival, Alexander Anderson, para destruí-lo, é considerada por Alucard como um exemplo do "fantástico" e "magnífico" potencial dos seres humanos. Alucard expressa extrema aversão aos vampiros que caça, especialmente quando eles matam sem propósito, geralmente comentando sobre a história de "Bonnie e Clyde".

## História e acontecimentos passados
O volume 9 do mangá apresenta flashbacks da vida de Alucard como ser humano. Drácula (Vlad III, o Empalador na época) começa sua carreira lutando contra os otomanos, crendo que Deus não recompensa o homem que somente ora, e sim aquele que mostra sua fé visivelmente inabalada. Quando seu exército é derrotado e ele está prestes a ser executado, Vlad desiste de Deus, e pensando que este o abandonou, decide dar as costas a ele.

A verdadeira forma de Alucard, Drácula.

Não é explicitamente mostrado ou indicado como ele se tornou um vampiro, mas, durante a cena em que Vlad está prestes a ser executado pelo carrasco, ele aparece bebendo sangue do chão. A série menciona também os eventos da obra de Bram Stoker, Drácula, mas diverge no ponto da derrota deste. Em Hellsing, ele foi apunhalado no coração, mas não destruído. Existem flashbacks no mangá e OVA, acrescentando outros fatos como Alucard sendo molestado quando ainda era criança.
Não se sabe se ele foi forçado a servidão ou se estava disposto ,mas Alucard tornou-se servo da família Helsing. Ele, junto com Walter C. Dornez (na época jovem), foram enviados para Varsóvia, para parar o programa de criação artificial de vampiros da Millennium.
O pai de Integra eventualmente aprisionou Alucard em um calabouço da mansão Hellsing, já que ele acreditava que o vampiro era poderoso demais para ser usado com freqüência. Depois de 20 anos confinado, o sangue de Integra acaba despertando o enfraquecido Alucard, resgatando a menina de seu tio traidor.
Mesmo na série de TV, que não inclui os mesmos fatos do OVA e do mangá que afirmam explicitamente que Alucard é de fato Drácula, no final da série fica implícito que ele é Vlad, o empalador, uma das inspirações originais para Drácula.

## Poderes e habilidades
Alucard demonstra em várias encarnações da série uma gama surpreendente e esmagadora de atributos e poderes sobrenaturais, chegando quase perto de ser um imortal. Devido à imposição do selo da família Hellsing (o que se encontra nas luvas de Alucard), o vampiro teve seus poderes restringidos em níveis (5,4,3,2,1 e 0). Quando um nível é liberado ou combinado a outro, sua força e habilidade vão crescendo gradativamente. Segue a seguir uma lista dos poderes de Alucard:

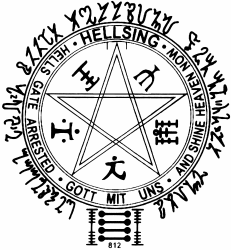
O selo da família Hellsing.Na parte de trás está inscrito: "Hellsing - Portão do inferno preso - Gott Mit Uns (Deus está conosco) - E brilhando no céu agora".

habilidade com armas: ele possui habilidades com armas tanto que sua principal arma é um revolver.
Regeneração avançada: A capacidade de regeneração de Alucard é consideravelmente maior do que a de qualquer outro vampiro. Mesmo decapitado, estraçalhado, incinerado ou atingido de forma extrema, seu corpo simplesmente irá se reconstituir perfeitamente. Até mesmo armas sagradas, consideradas letais para criaturas da noite, se mostram ineficazes em Alucard.
Atributos e qualidades vampíricas: Alucard pode ser considerado um vampiro da classe mais alta, já que seus poderes englobam todos os atributos e qualidades de um verdadeiro vampiro. Precisão, força, agilidade, reflexos sobre humanos, hipnose, intangibilidade, telepatia, ilusões, além de diversos tipos de metamorfoses se encontram presentes no arsenal de poderes vampíricos de Alucard.
Invocações: A habilidade de convocar familiares, almas daqueles cujo sangue Alucard sugou, em uma variedade de formas, brotando do corpo do vampiro ou surgindo como um verdadeiro exército de mortos-vivos ao seu redor. Esses familiares também incluem animais como cavalos, cães infernais (como Baskerville), assim como armas e habilidades que os familiares possuíam na vida. Por ser uma das habilidades mais destrutivas de Alucard,este só está autorizado a utilizá-la se todos os controles de restrição impostos pelos Hellsings forem liberados. Os familiares podem vir de duas maneiras, uma é semelhante ao de mortos-vivos (vagarosos e geralmente gemendo de dor), enquanto que a outra manifesta a alma exatamente como era quando viva (personalidade, poderes, etc).
Certo nível de imortalidade: Alucard de fato não envelhece, mas isso depende da quantidade de seres humanos devorados por ele (3.424.867 como dito por ele no último capítulo).
Onipresença: No final da série, Alucard adquiriu os poderes de manipulação da realidade de Schrödinger, logo após absorvê-lo no incidente de Millennium. Isto acabou lhe concedendo a oportunidade de se tornar onipresente.

## Recepção

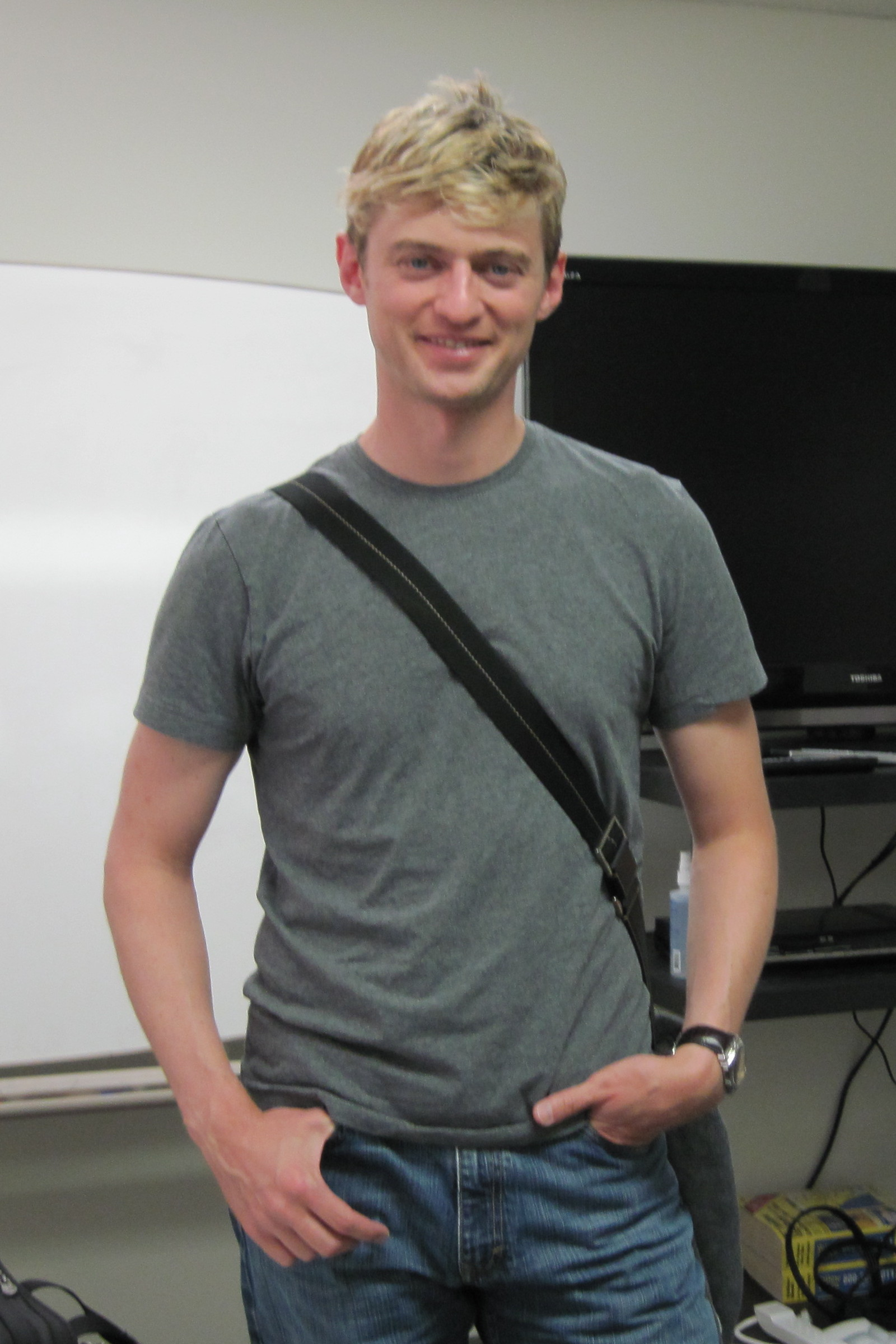
Crispin Freeman, o dublador americano, recebeu elogios pela dublagem de Alucard.

Na promoção de prêmios de animação japonesa de 2008, Alucard foi classificado como o melhor personagem masculino. Em uma entrevista ao Anime News Network, o dublador americano, Crispin Freeman, disse que ele se divertiu muito dublando Alucard,afirmando que ele adora "personagens que estão à beira da loucura, por uma razão ou outra".
Vários tipos de merchandise com base na aparência de Alucard foram criados, incluindo Action figures e chaveiros. Mike Crandol da Anime News Network elogiou o personagem por ser "uma mudança refrescante do "meu anti-herói favorito" tradicional, considerando Alucard "uma figura bastante cool".
A T.H.E.M Anime Reviews descreveu Alucard como "um anti-herói que você simplesmente não deixa de torcer, mesmo quando ele não é realmente um cara bom em tudo...". Carl Kimlinger, também do Anime News Network, disse que "o maior atributo de Hellsing, sem dúvida, é Alucard. Ele é um dos mais assustadores e legais anti-heróis de um anime."
O escritor Jason Thompson comentou que quando o mangá começou, "Alucard parecia muito com um Master of Mosquiton, ou com outro personagem de mangá badass que usava os óculos de John Lennon, bem ao estilo Vash the Stampede, mas com passado semelhante ao de Vlad, o empalador".